# Vitis tiliifolia
Bejuco blanco (Vitis tiliifolia) es una liana o bejuco nativo de América que pertenece a la familia de las Vitaceae. Su tallo cilíndrico y torcido llega a tener hasta 6 cm de diámetro, hojas simples, flores de color verde, frutos rojos al madurar.

## Descripción
Presenta un tallo redondo y tortuoso, ligeramente torcido, de 5-6 cm diámetro, con nudos presentes, poco evidentes y prominentes, ubicados lateralmente y alternados. Entrenudos de 7-15 cm de largo. Corteza fisurada, de aspecto escamoso, con fisuras de 5-10 mm, crestas corchosas, de color café.
Presenta hojas simples de color verde de unos 7 a 16 cm de largo, cordiformes (en forma de corazón), con 3 lóbulos, haz glabro y envés densamente peloso, blanco, con margen dentado-lobado. Este bejuco posee unas ramitas delgadas llamadas zarcillos de forma bífida, con las cuales se enreda en otras plantas. 
Florece de abril a mayo, fructifica de julio a agosto. Las flores son de color verde, muy pequeñas. El fruto es redondo de unos 4 a 6 mm de diámetro, cuando jóvenes verdes y cuando maduros de color rojo oscuro a morado.
En ciertas regiones la planta florece y fructifica durante todo el año o en el mes de junio. Esta planta es común en ambientes naturales y perturbados.

## Distribución
Vitis tiliifolia se distribuye naturalmente desde el norte de México (Sinaloa) y las islas del Caribe hasta el norte de Sudamérica (llegando hasta Perú).

## Usos
El fruto es comestible, y con él se elabora por fermentación un vino artesanal, que en la región de Los Tuxtlas al sur de México es conocido como "vino de chochogo" y en la región de Alvarado, Veracruz. simplemente como "agraz" o "vino de agraz", de muy agradable sabor y aroma, comercializado a nivel local en la ciudad de Santiago Tuxtla desde 1995 y otras localidades cercanas. 
La planta es utilizada medicinalmente para los riñones.

## Nombres comunes
- parra del Orinoco, bejuco de agua del Orinoco, ubi de Cuba, vid silvestre de las Antillas.[5]
- En la llamada región de Los Tuxtlas, es conocida localmente como chochogo. En otras partes de América Central se le denomina agrá;[6] en las Antillas, Panamá, Venezuela y Colombia, bejuco de agua,[6] y en esta última también agrás.[6] En otras regiones se le conoce comúnmente como la uva de monte o agraz.
- Xocomecatl (Náhuatl)
- Xta' kanil (Maya)[7]

## Santiago Tuxtla
En julio del 2015, se llevó a cabo el primer Festival del Chochogo en el municipio de Santiago Tuxtla, donde se degustaron manjares y bebidas tradicionales elaboradas en la región de Los Tuxtlas. A pesar de que se conocen con diferentes nombre, en la región se dice xohxogo (voz náhuatl que significa “cosa muy agria”).[cita requerida]
Según los cronistas, el consumo de esta bebida que desde hace bastante tiempo ya se consumía. La referencia más antigua data de 1522, cuando Gonzalo de Sandoval, enviado a explorar estas tierras, menciona:[cita requerida]

“Entramos en una provincia que se dice Zitla, la más fresca y llena de bastimentos y bien poblada que habíamos visto; y luego vino de paz”. Gonzalo de Sandoval.

## Taxonomía
Vitis tiliifolia fue descrita por Humb. & Bonpl. ex Schult. y publicado en Systema Vegetabilium 5: 320. 1819.

### Etimología
Vitis, nombre genérico tomado directamente del latín vītis, vitis, "la vid", "el sarmiento"; vitis vinea es el vino.
tiliifolia: epíteto

### Sinonimia
- Vitis acuminata Oerst.
- Vitis arachnoidea Oerst.
- Vitis caribaea DC.
- Vitis vinifera var. tiliifolia (Humb. & Bonpl. ex Roem. & Schult.) Kuntze[10]